# ポニーテール

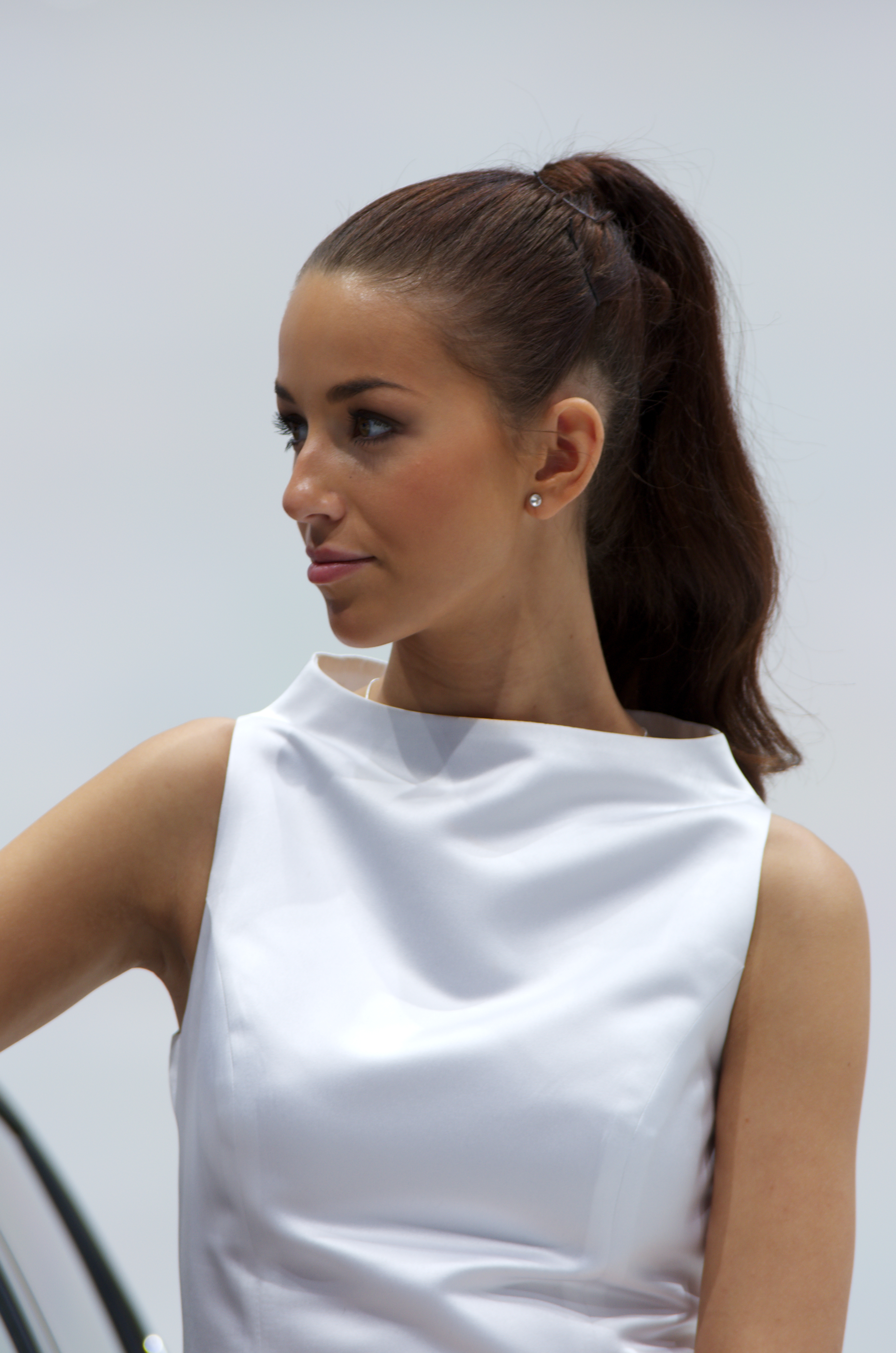
ポニーテールの女性

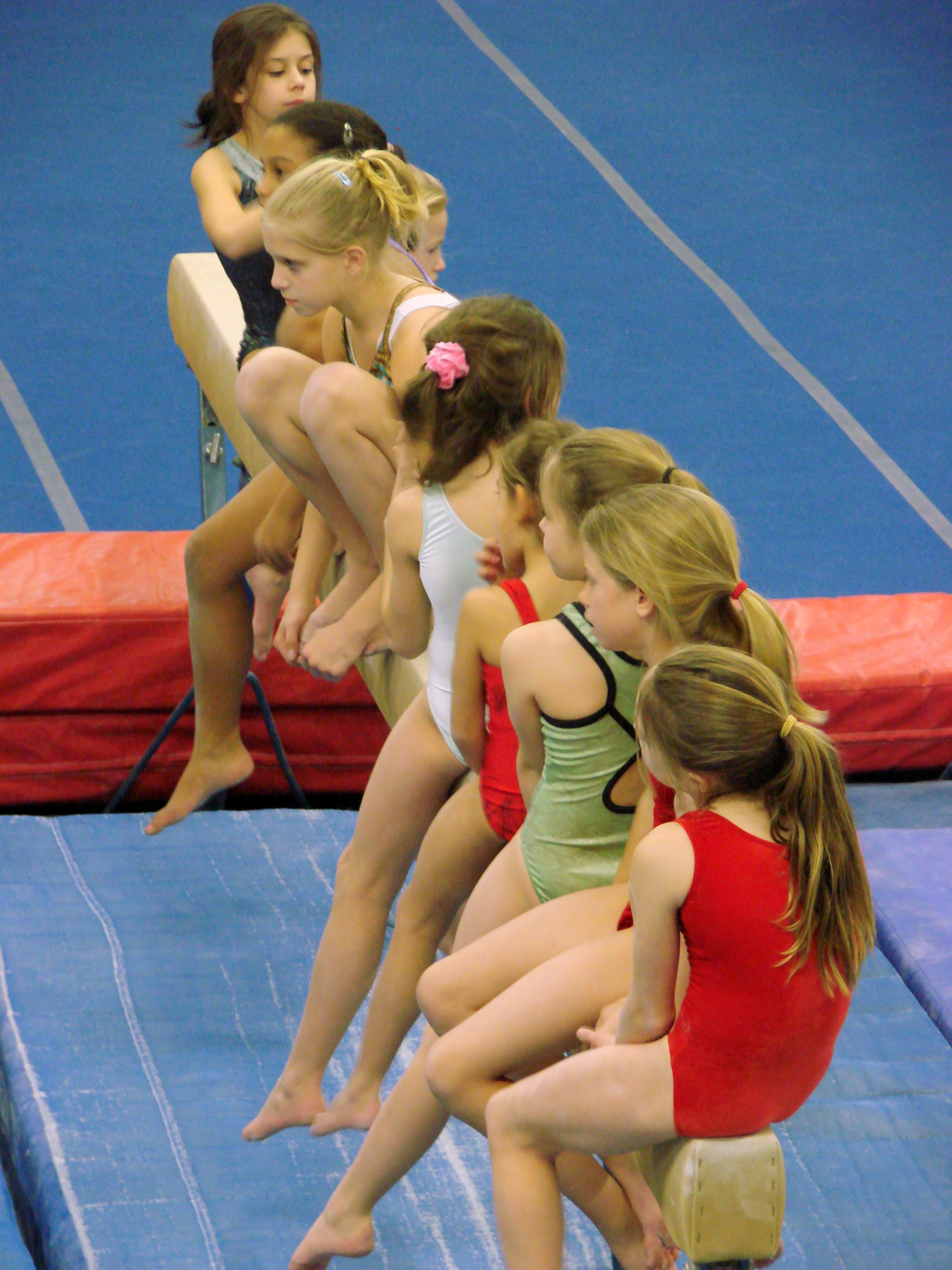
ポニーテールの少女たち

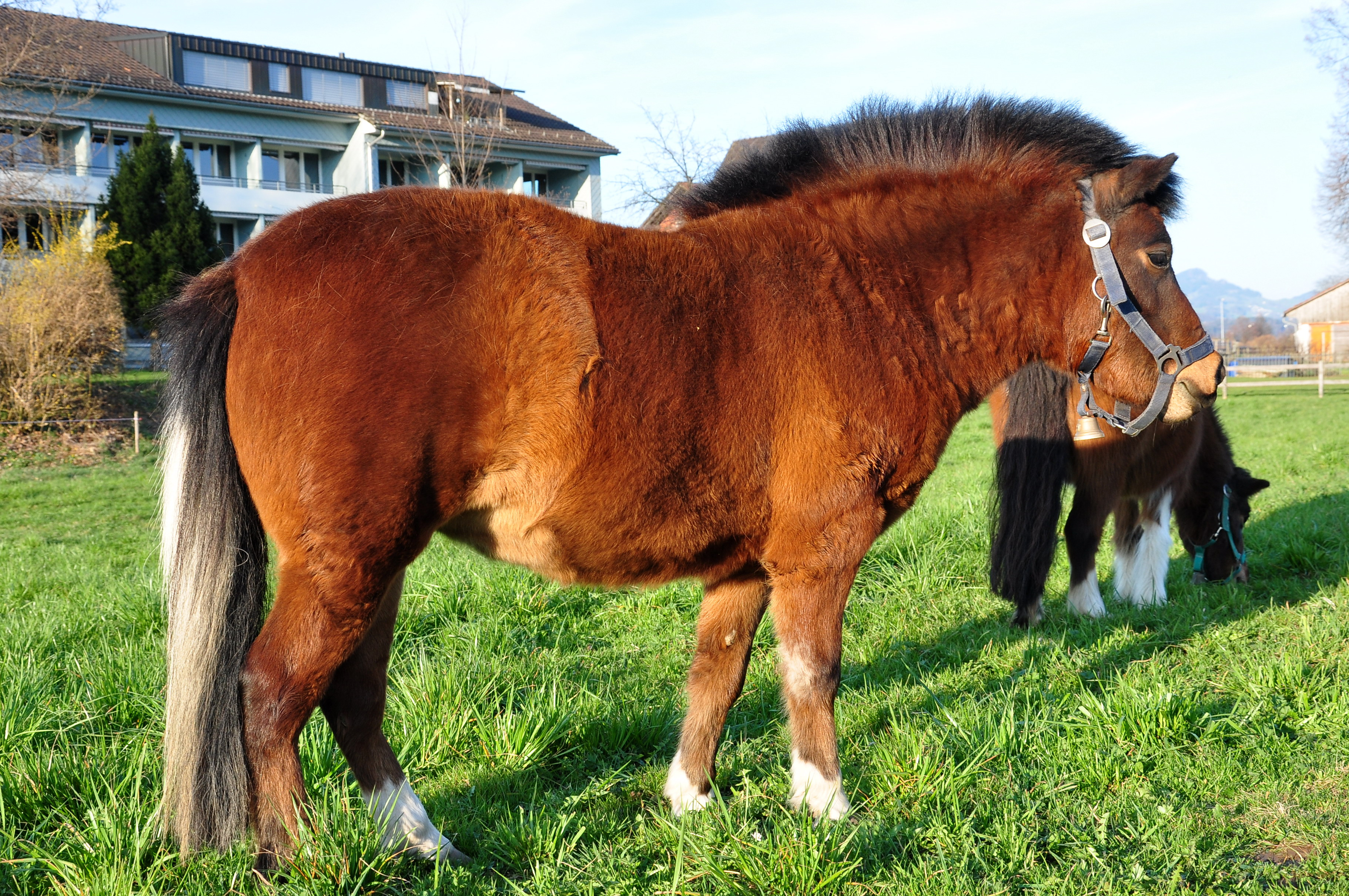
ポニー

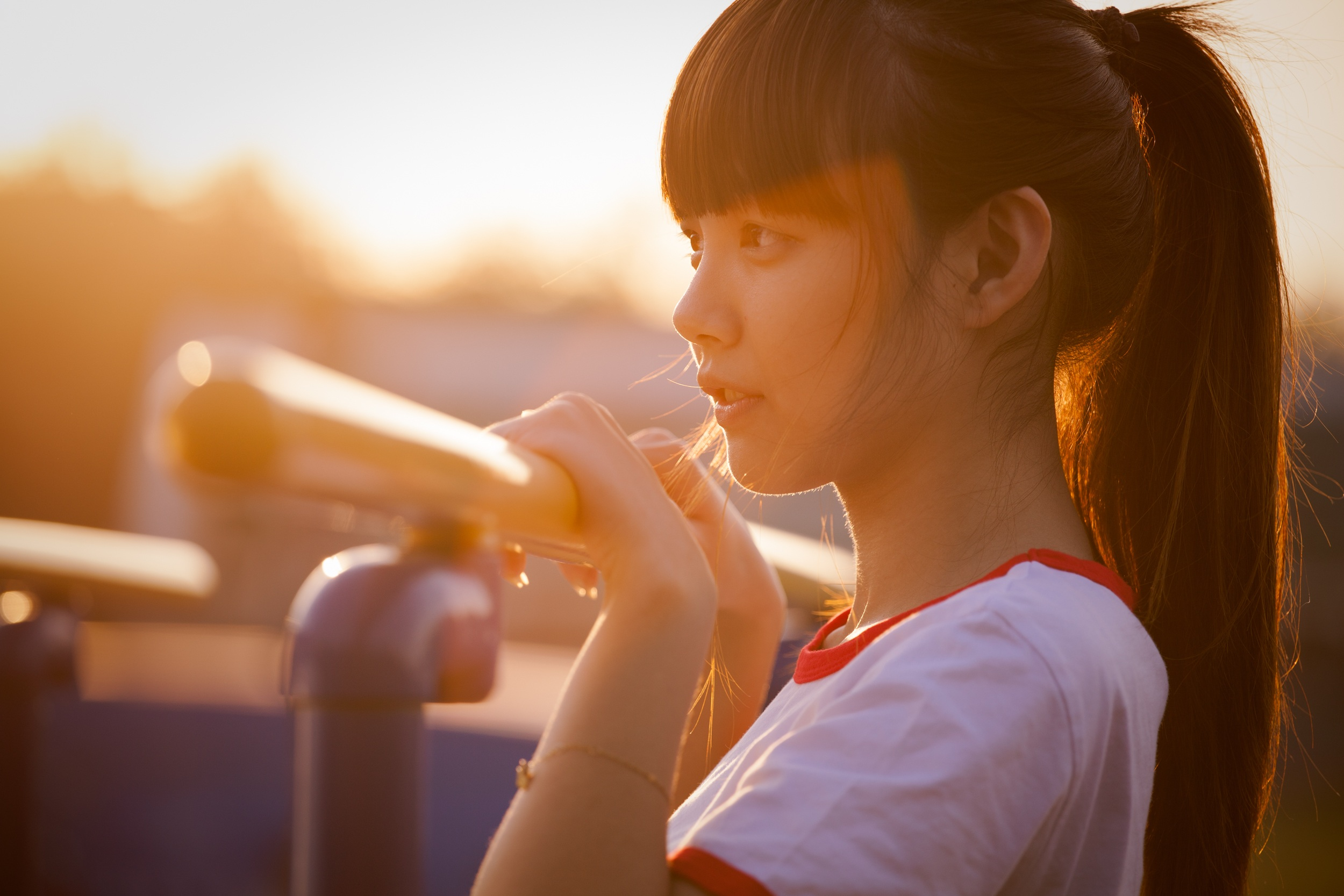
横から見たポニーテール

ポニーテール（英: ponytail）は、髪を後頭部で一つにまとめて垂らした髪型。日本語では総髪（そうがみ）と呼ばれるほか、「ポニテ」とも略される。
毛先がポニー（小型の馬）の尻尾のように垂れていることからこの名が付いた。
髪を留める物さえあれば、短時間かつ簡単にセットできる髪型であるが、上の位置であればある程難しい。そのためロングヘアの女性がスポーツなどをする場合によく結う。髪を結ぶために、ゴム、ピン、リボンなどが使われる。ゴムの場合は快活さが強調され、リボンの場合では女性らしさが強調される。

## 整髪法
あごの先から耳の中心を通る線を引き、その延長線上の頭部に作る結び目をゴールデンポイントと呼び、最も見映えがよい標準的な結び目の位置とされる。ゴールデンポイントよりも高めに結うと個性が強調された雰囲気になり、低めに結うと大人しめな印象の雰囲気になると美容業界では言われている。美しく見せるためには、髪はある程度の長さが必要である。目安としては肩下程度があれば良い。それ以上の長さがあれば、結んだ髪が揺れるため、より一層の美しさを演出できる。
なお、括る位置が低い場合は一本結び。左右どちらかにテールを垂らした場合はサイドテール、もしくはサイドポニーと呼ばれる。サイドポニーの普及により、本来のポニーテールを「シングルポニー」と呼ぶ場合もある。
最近では、派生版としてテールの付け根部分の髪を左右に重ねた形のクロスオーバーポニーテールが定着して来ている。

## 歴史
時代の変化により、ポニーテールを前提としたヘアカットにも変化が生じている。古代エジプトやローマの絵画にも見られるが、1950年代ごろ、ロックンロールと共にオールディーズファッションが流行した際に女性に好まれた髪型のひとつとして普及したとも言われている。バービー人形の髪型としても知られた。日本では、女の子を結びつけた。 1955年（昭和30年）に流行となり定着した。かつては、後れ毛が出ないようにきっちり結ぶ傾向があったが、時代と共にアレンジが進み雑に結ぶスタイルや三つ編みを加えたスタイルも好まれている。1980年代の日本では中森明菜・岩井小百合・斉藤由貴・高井麻巳子などが、ゴールデンポイントよりもやや高めに結び、結び目を広げて毛先を遊ばせ、前髪やサイドの毛をふんわりと下ろすスタイルを好んで披露していた。
2021年、アメリカ陸軍は身だしなみに関する指針を改定し、女性兵士のポニーテールの髪型について条件を大幅に緩和した。能力を邪魔したり安全面でリスクを生じさせない長さであれば、作戦訓練や戦闘中でも認められることとなった。

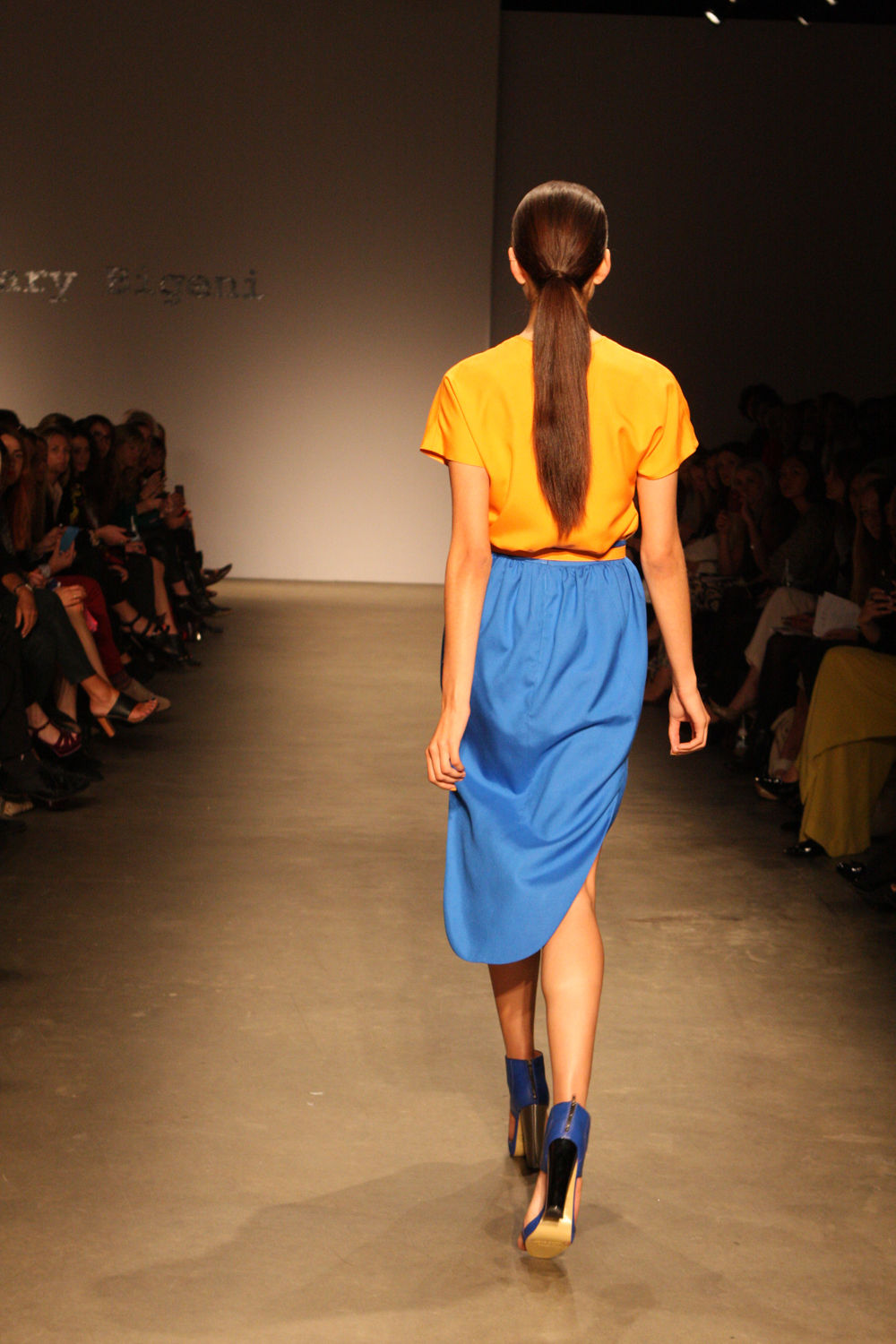
結ぶ位置の低いポニーテール
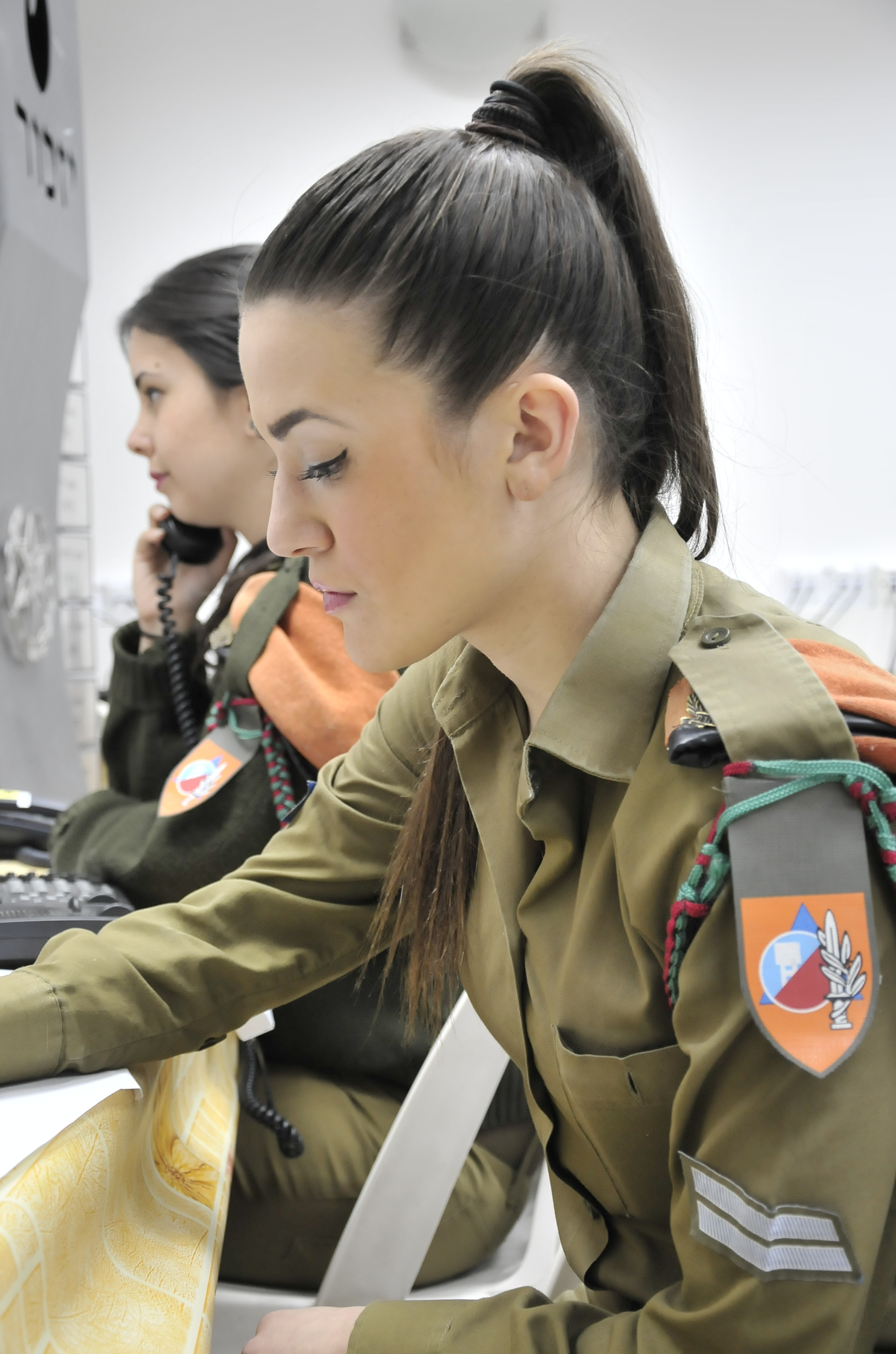
ポニーテールの女性兵士（イスラエル）
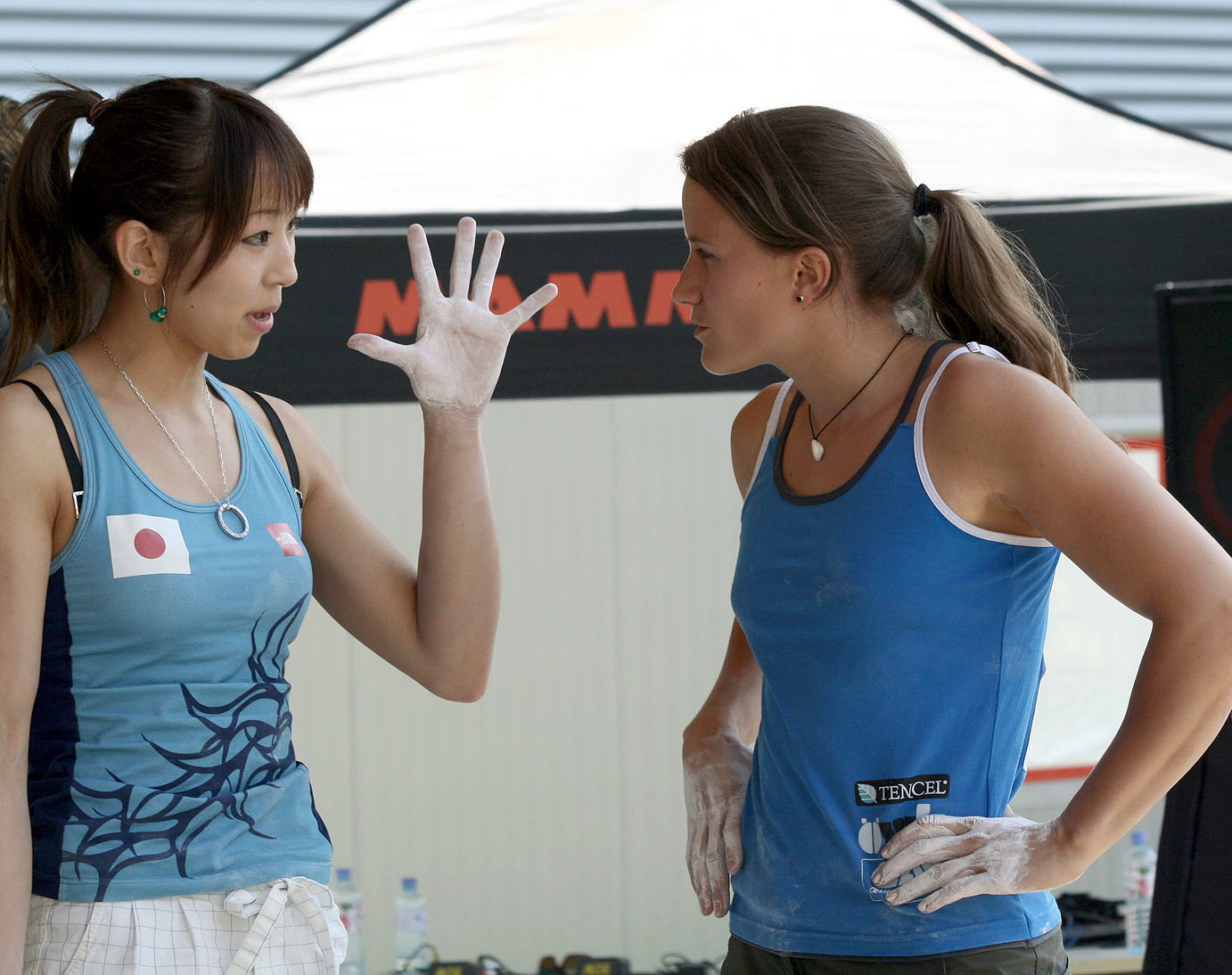
ボルダリング選手のポニーテール（野口啓代とアンナ・ストール）
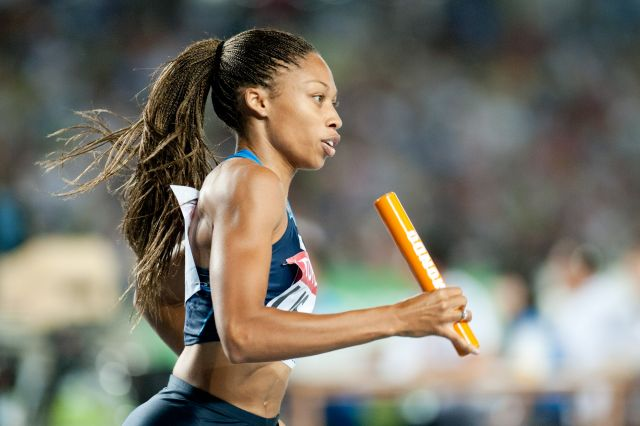
陸上競技選手のポニーテール（アリソン・フェリックス）
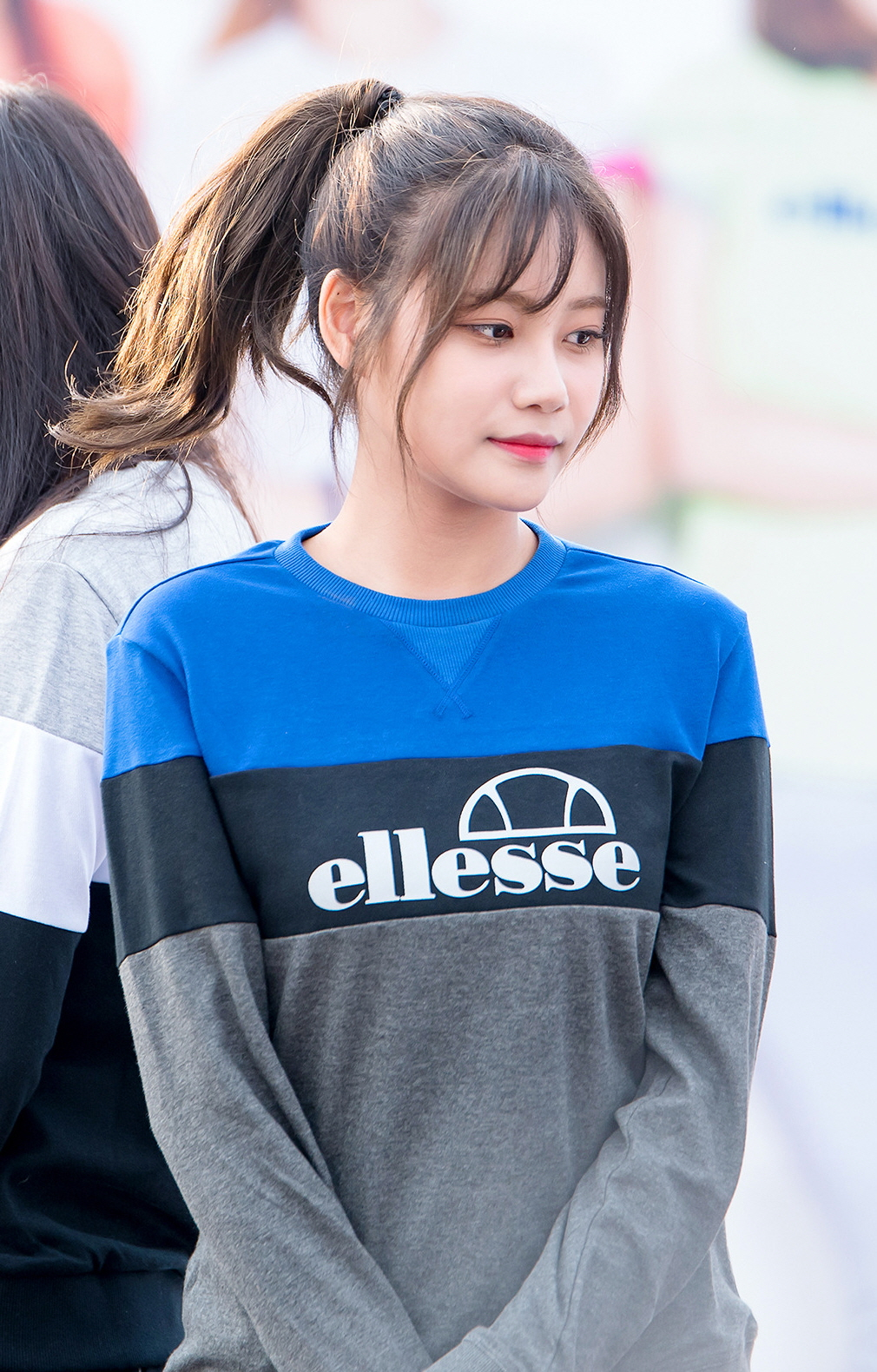
ポニーテールの女性

## 植物
リュウゼツラン科の植物でその葉の出方が、この髪型によく似たものがあり、「ポニーテール」という別名で呼ばれている。「トックリラン」ともいう。これもその形状をシルエットとしてみると、それらしくも見えるためである。

## カウンターカルチャーとしての男性のポニーテール
男性が総髪にして後ろに下げる髪型をポニーテールと形容する場合がある。

米国では社会学者ポール・ファッセルが自著『階級』において総髪の男性をいわゆる芸術家やヒッピーからなる自由人である「カテゴリーX」に類型している。このことから米国で1980年代において総髪の男性はある種のカウンターカルチャーの体現者としてイメージされていたことが分かる。このほか『逃亡者 (1993年の映画) 』においてトミー・リー・ジョーンズが演じる連邦保安官補サミュエル・ジェラードがジョー・パントリアーノ演じる総髪の部下のコズモ・レンフロに対して「ポニーテールだからって甘く見られるなよ！」と励ます場面がある。

日本においては、ファッションの一環としての要素が強い。個々の判断で長髪にしている男性が髪をまとめる際のスタイルのひとつとして捉えられている。1980年代にはチェッカーズやC-C-B、1990年代以降も多くのミュージシャンや俳優らが長髪にした際のヘアアレンジのひとつとしてポニーテールを披露している。

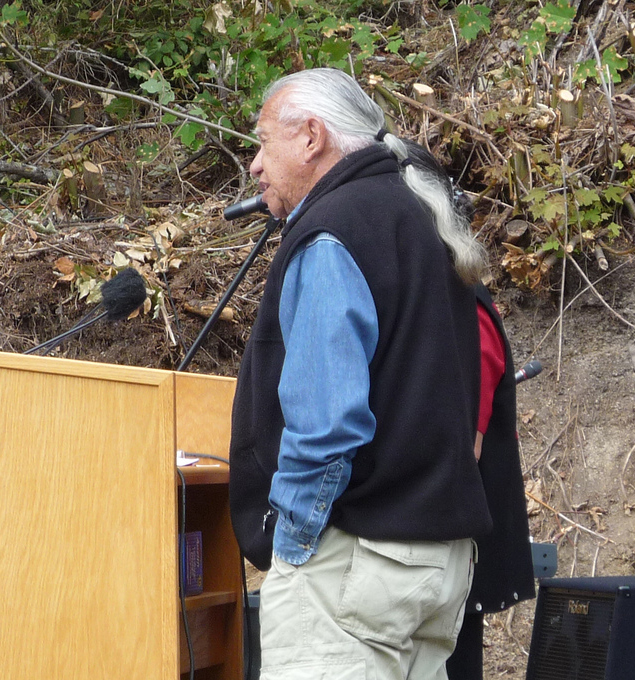
ネイティブアメリカンの環境活動家、ビリー・フランク・ジュニア
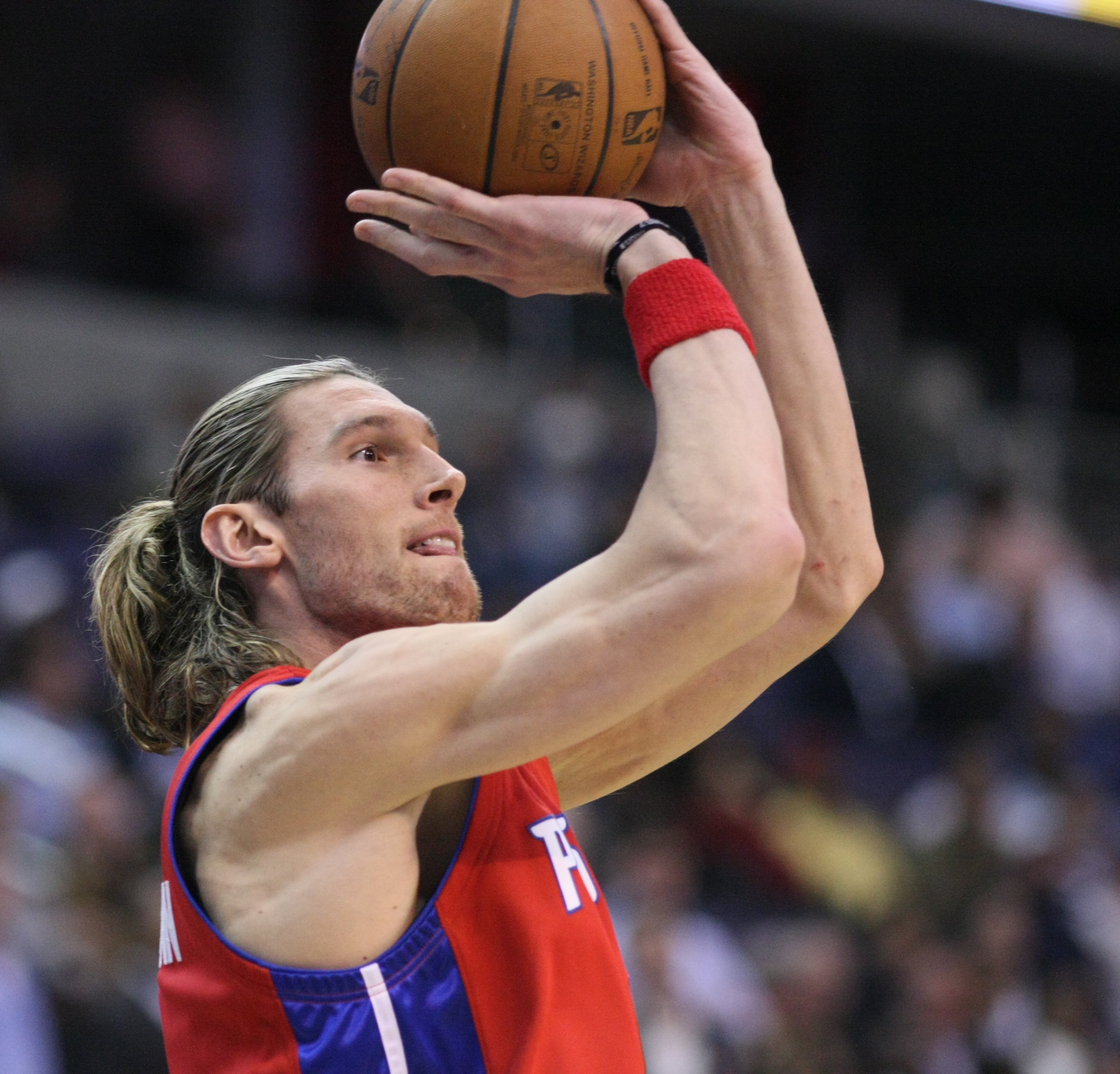
男性バスケットボール選手のポニーテール（ウォルテル・エルマン）
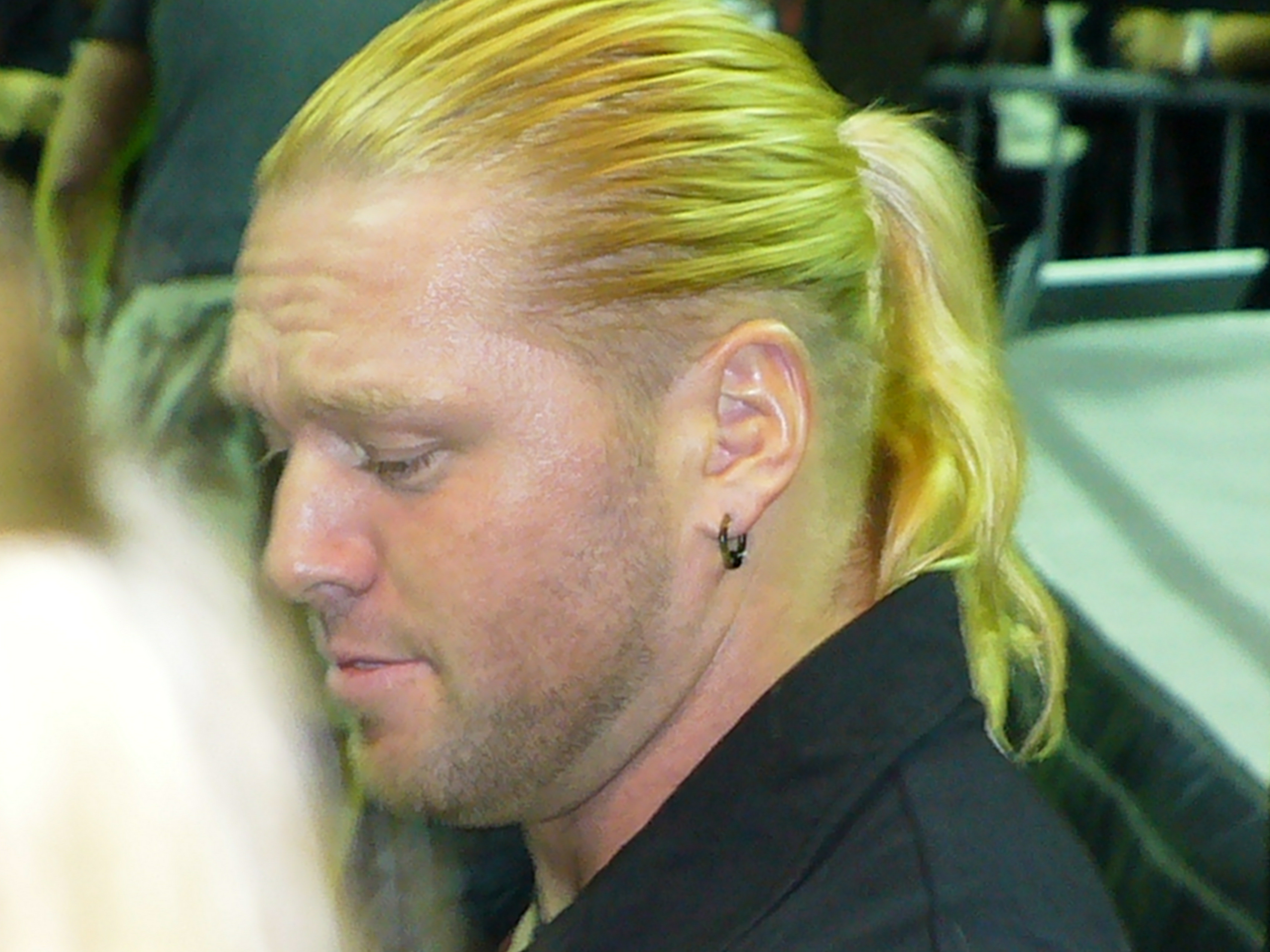
プロレスラーのポニーテール（ジョニー・デバイン）
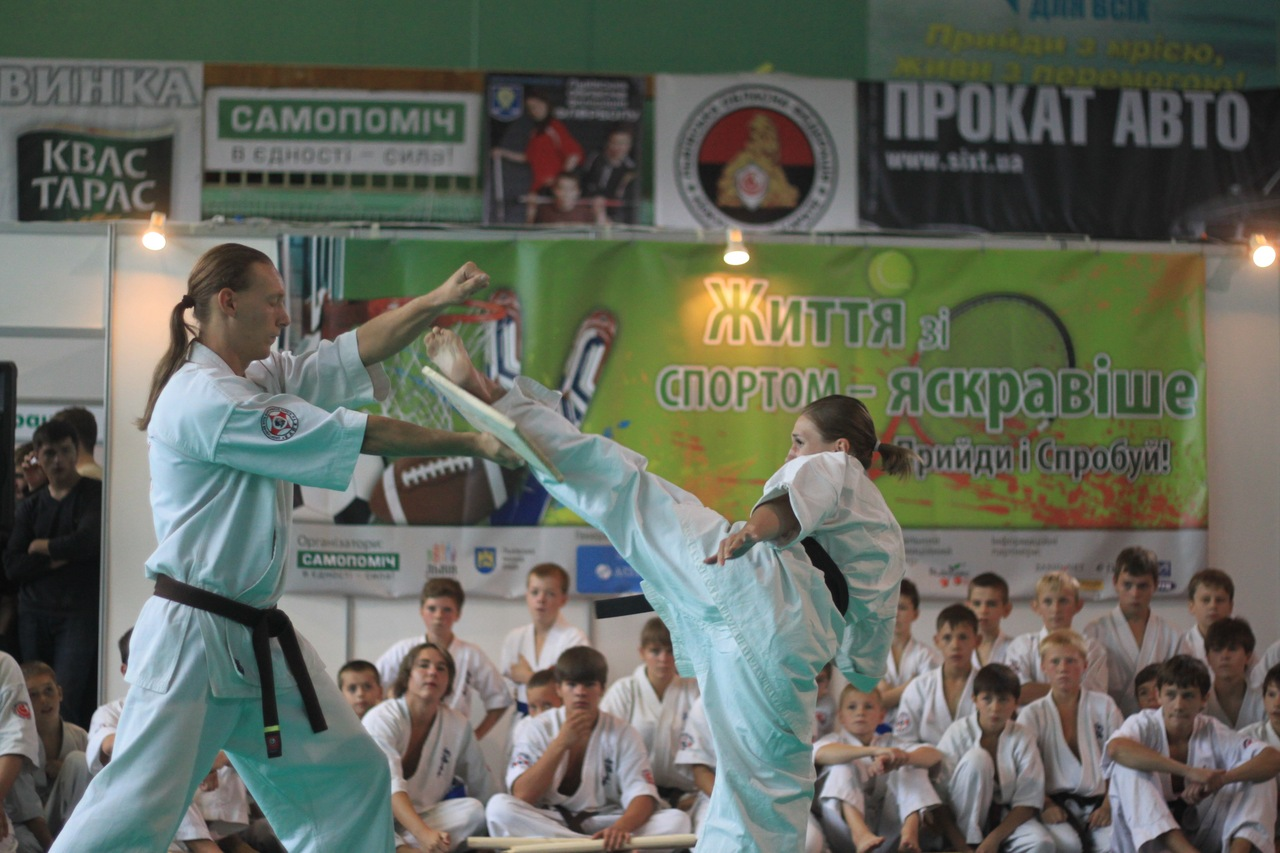
ポニーテールの男女空手選手